# لوس کوردوباس
لوس کوردوباس (انگلیسی: Los Córdobas) نام شهری در کشور کلمبیا است.